# 東京都立南多摩中等教育学校

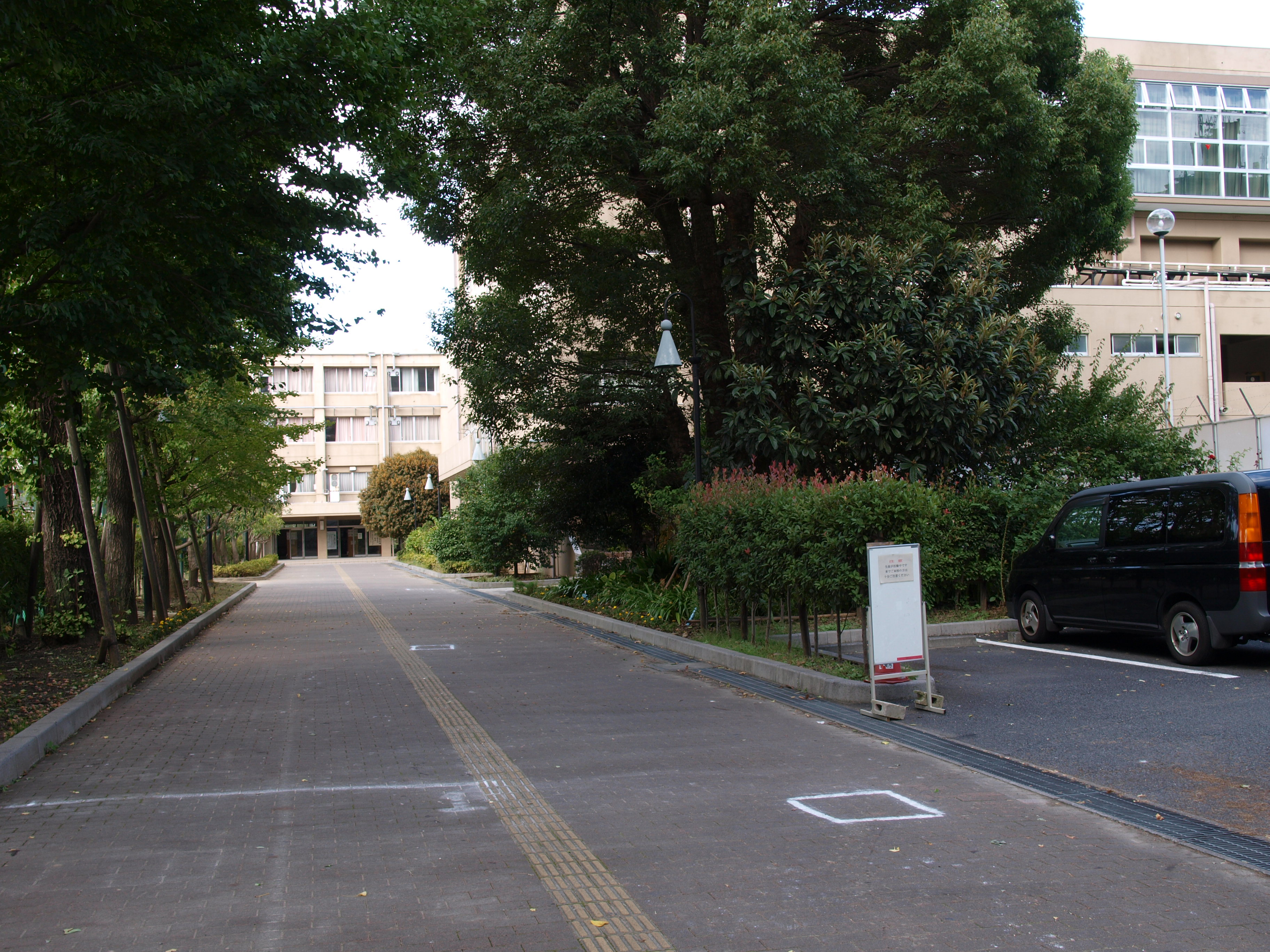
校門から校舎までの様子。奥に見えるのは東館。

東京都立南多摩中等教育学校（とうきょうとりつ みなみたまちゅうとうきょういくがっこう、英語: Tokyo Metropolitan Minamitama Secondary Education School）は、東京都八王子市明神町に所在する東京都立中等教育学校。
後期課程（高等学校に相当）において生徒を募集しない完全中高一貫校。通称は「南多摩（なんたま）」。

## 概要
1891年、教育者の横川楳子が「八王子にも女子教育を」との信念から私財を投じて創立した、八王子初の女学校である八王子女学校が起源である。1908年、八王子女学校を継承する形で東京府立第四高等女学校が創立。1950年に東京都立南多摩高等学校と改称。2010年度に中等教育学校として開校した。
入学に際しては適性検査を行い、いわゆる学力試験は行わない。適性検査は2種類あり、適性検査Iでは作文の問題（南多摩作成）、IIでは理系の問題（東京都共通問題）が出題され、ともに論理的に物事を考える力、自分の考えを適切に表現する力が問われる。検査なので、受験ではなく受検と書かれることが多い。
また、当学校では6年間の内前半の3年間（いわゆる中学生）を前期課程、後半の3年間（いわゆる高校生）を後期課程と区別し、前期から後期へは3年生の夏休み明けに行われる「接続テスト」と呼ばれるテスト（「クリアテスト」と呼ばれる再試験もある）に合格することが条件とされている。
教育理念は「人間力の南多摩 -心・知・体の調和-」。設置学科は全日制課程普通科（1学年4クラス）。学校長は宮嶋淳一である。
なお、本校の名称「南多摩」は南多摩地区（旧南多摩郡）の「南多摩」を意味し、JR南武線の南多摩駅（稲城市）とはかなり離れている。

## 沿革
- 1891年 - 横川楳子が本立寺の空地に前身となる私立八王子女学校を設立。
- 1908年 - 東京府立第四高等女学校として開校。
- 1943年 - 都制実施により、東京都立第四高等女学校となる。
- 1946年3月1日  - 昭和天皇の行幸（昭和天皇の戦後巡幸の一環）[2]。
- 1947年 - 定時制を設置。
- 1948年 - 東京都立第四女子新制高等学校となる。中学校を併設、普通科を設置。
- 1949年 - 男女共学化。
- 1950年 - 東京都立南多摩高等学校と改称。
- 1967年 - 学校群制度導入。富士森高校、日野高校と71群を組む。
- 1978年 - 71群から日野高校が分離される。
- 1982年 - グループ合同選抜制度導入。71グループに編成される。
- 1994年 - 単独選抜となる。
- 2010年 - 中等教育学校を設立し中高一貫校化。
- 2015年 - 高校募集を停止。

## フィールドワーク活動
当校では特色として「フィールドワーク活動」を推進している。身近な点から疑問を発見する「課題発見力」、そして話し合いや調査をして情報を得る「コミュニケーション力」を基にした「情報収集力」「分析力」の育成を目的としており、この基礎的スキルの習得を目指している。
- 1年生：地域調査
- 2年生：モノ語り
- 3年生：科学的検証
- 4・5年生:自己課題研究「ライフワークプロジェクト」

前期課程（1・2・3年生）では主に班活動で1年生での地域調査を、2年生では製品などのモノについて調査し、3年生では研究室訪問を行い科学的に検証する活動が行われている。主に金曜日5・6時間目に「総合」として授業が行われている。
後期課程では分野別ゼミ研究（研究テーマごとに分かれた少人数研究）でより専門的な内容に挑戦し、「批判的思考」や「創造的思考」を身につけることを目的としている。
また、表現の形態は毎回異なっており、1年生ではポスターセッション、2年生では学年で1冊の本を作成、3年生ではプレゼンテーション、4・5年生では論文となっている。
これらのフィールドワーク活動のうち前期課程の生徒（一部後期課程の生徒も含まれる）は毎年行われる「成果発表会」にて一年間の活動をまとめ、発表する。

## 委員会
- 学級(前期)・ホームルーム(後期)
- 生活
- 美化
- 保健・給食(前期)・保健(後期)
- 図書
- 広報・放送
- 選挙管理
- 合唱祭実行
- 文化祭実行
- 体育祭実行
- 成果発表会実行
- 防災支援隊(有志)

委員会はクラス内で決定、そのほか生徒会執行部、監査部が存在しており、それらは生徒総会による選挙で任命される。
また、一年に8回ほど中央委員会が開かれ、議事が行われる。

## 部活動
- 運動部

- - 野球部
  - バスケットボール部
  - テニス部
  - バレーボール部（女）
  - 陸上部
  - 剣道部
  - 薙刀部
  - 卓球部
  - サッカー部（男）
  - 水泳部（後期） - インターハイで3回総合優勝を達成している。
- 文化部
  - 演劇部（後期）
  - 太鼓部 - 2019年第43回全国高等学校総合文化祭 郷土芸能部門で最優秀賞受賞　[3]
  - 科学部
  - 美術部
  - イラストクリエイト部
  - 南多摩フィルハーモニー部
  - 合唱部
  - 日本文化部
  - 将棋同好会‐文科杯団体戦全国４位、個人も全国大会出場の実績多数
  - 競技かるた同好会-2024年創設、全国高等学校かるた選手権大会A級個人戦第3位、ぎふ総文2024、かがわ総文2025（東京都代表）優勝、他全国大会入賞など多数

5人以上かつ2学年以上の部員と顧問1人以上の設置により、同好会となる。その後、監査部生徒による経過観察期間を経て、正式に部活動と認められる。

## 行事
当校では、毎年三大行事として合唱祭・文化祭・体育祭を行う。これらをまとめて「南魂祭(なんたまさい)」と称している。
南魂祭に含まれないものに、｢成果発表会｣や｢マラソン大会｣がある。
また、宿泊行事も充実しており、一年生では八ヶ岳研修旅行、二年生では京都・奈良研修旅行、四年生は防災宿泊研修とオーストラリアに一週間ほどホームステイをする。また、年によっては、この他の学年でも宿泊行事が行われることもある。（2017年現在）

## 施設
通用門脇には創立者である横川楳子の銅像が設置されている（通称：楳子像門）。校庭脇にはテニスコート、道を挟んで反対側には体育館棟がある。体育館棟は1階に男子更衣室、柔道場、剣道場、トレーニングルームがあり、2階に女子更衣室と体育科教官室、吹き抜けがあり、3階に体育館という構造になっている。また、体育館横には短水路のプール（8コース）とシャワーが備えられていて、夏季の体育の授業と水泳部で使用されている。
校舎は西館と東館からなり、東館が旧校舎、西館が新校舎である。しかし、改装されたため東館の方が新しく見える。西館には経営企画室や化学室、物理室、生物室、理科実験室、理科講義室、コンピュータ室、図書室などが配置され、吹き抜けとなっている。また西館にはエレベーターが設置されている。同じく4階建ての東館には、職員室、ランチルーム、購買部、保健室、家庭科系教室、音楽室、小ホールなどがある。東館2階からは体育館の2階に向けて「虹の架け橋」と呼ばれる渡り廊下がある。

## 同窓会
あかね会と称し、府立四女から中等教育学校の卒業生が会員となっている。総会の実施や会報の発行を行っている。

## 交通
- 京王線京王八王子駅 中央口から徒歩5分、西口から徒歩3分
- JR中央線・横浜線・八高線 八王子駅 北口から徒歩12分 [4]

## 著名な出身者
府立四女からの出身者を含む。
- 曽我町子 - 女優
- 黒須隆一 - 前八王子市長
- 逸見智彦 - バレエダンサー
- 涼花リサ - 元宝塚歌劇団雪組娘役
- 伊藤佑介 - プロけん玉師
- 三遊亭遊七 - 落語家
- 北村浩子 - フリーアナウンサー
- 浅野哲 - 衆議院議員
- 安藤なつ - 芸人（メイプル超合金）
- 並木敏成 - バスフィッシング・プロフェッショナル
- 渡邉妙子 - 刀剣学者、佐野美術館理事長